# بن سامپایو
بن سامپایو (انگلیسی: Ben Sampayo؛ زادهٔ ۱۰ دسامبر ۱۹۹۲) بازیکن فوتبال اهل بریتانیا است.
از باشگاه‌هایی که در آن بازی کرده‌است می‌توان به باشگاه فوتبال همل همپستید تاون، باشگاه فوتبال چلمزفورد سیتی، باشگاه فوتبال بیشاپس استورتفورد، باشگاه فوتبال برایتون اند هوو آلبیون، باشگاه فوتبال گرایس اتلتیک، و باشگاه فوتبال دوور اتلتیک اشاره کرد.